# Dienerella navicula
Dienerella navicula es una especie de coleóptero de la familia Latridiidae.

## Distribución geográfica
Habita en  Brasil.